# Bernard Cadogan
Bernard Francis Cadogan (* 29. Oktober 1961 in Blenheim, Neuseeland) ist ein neuseeländischer Dichter, Philosoph, Kulturwissenschaftler und außenpolitischer Experte. Er war als Berater von neuseeländischen Ministerpräsidenten sowie des māorischen Königshauses tätig und hat mit seinem Versepos ‘Crete 1941 - An Epic Poem’ (2021) eine postmoderne neuseeländische Nationalerzählung vorgelegt. Cadogans umfangreiche und profunde lyrische Dichtung basiert auf seinen mehrsprachigen und multikulturellen Kenntnissen und Erfahrungen und befindet sich auch mit antiken (Vergil) und deutschsprachigen Dichtungstraditionen (Hölderlin) in einem intensiven Dialog.

## Bildungsgang
Bernard Cadogan wurde am 29. Oktober 1961 in Blenheim, Marlborough, Neuseeland geboren. Er besitzt die Staatsbürgerschaften Neuseelands und der Republik Irlands.
Während seiner Schul- und Studienzeit erwarb Cadogan eingehende alt- und neuphilologische Kenntnisse. Seine Beschäftigung mit dem Werk Vergils, der altgriechischen Polis, aber auch der altrömischen Republik und Kaiserzeit bilden einen wichtigen Hintergrund seines historischen und politischen Bewusstseins und seiner eigenen dichterischen Tätigkeit. Cadogan studierte an den Universitäten Otago, Cambridge und Oxford und schloss seine Universitätsausbildung mit einem D.Phil. (Doktorat) der Universität von Oxford. Seit 1985 ist er mit dem Peterhouse College der Universität Cambridge verbunden; seit 2002 auch mit dem Keble College in Oxford.

## Politischer Berater und strategischer Planer
Seit 1996 fungierte Cadogan als politischer Berater verschiedener hochrangiger Politiker in Neuseeland und seit 2011 als Berater für das neuseeländische Finanzministerium. Unter anderen war er für den Rt Hon Bill English, die Rt Hon Dame Jenny Shipley, den Rt Hon Simon Upton und den Hon Trevor Mallard beraterisch tätig. Letzterer ist z. Zt. (2022) Sprecher des neuseeländischen Repräsentantenhauses. In seiner Expertenfunktion hat Cadogan sowohl Regierungen unter Führung der National-Party als auch der Labour-Party gedient und zwischen 2008 und 2017 auch die Māori-Party beraten. Im März 2015 wurde er zum Berater von König Tuheitia, dem siebten König der Māori Kīngitanga-Bewegung, ernannt.
Cadogan war Mitinitiator der 2011–2013 durchgeführten New Zealand Constitutional Review zwischen dem neuseeländischen Staat (‘the Crown’) und den vereinigten Repräsentanten der neuseeländischen Māori-Stämme. 2013 stellte Cadogan die Verhandlungsberichte vor und kommentierte sie in den politischen Medien. Cadogan setzte sich in der Review insbesondere für Möglichkeiten verstärkter Partizipation der Māori in demokratischen und ökonomischen Prozessen ein. Darüber hinaus warb er für eine verstärkte Aufgeschlossenheit der Pākehā-Neuseeländer (Neuseeländer mit europäischen Vorfahren) gegenüber einer aktiven Aneignung von wichtigen Elementen der Māori-Kultur (Taonga Māori) und Rechtstradition.
2015–2016 diente Cadogan der neuseeländischen Regierung als Brexit Berater, wobei er als Kenner der kontinentaleuropäischen Geschichte und Politik auf die Erhaltung politischer, wirtschaftlicher und insbesondere kultureller Verbindungen mit der Europäischen Union besonders hinwies.
Cadogan wird wegen seiner profunden Bildung, seiner historisch grundierten Diskursanalysen und langfristigen Prognosen sowie seiner unabhängigen und aufrichtigen Problemanalysen und -darstellungen von den Vertretern unterschiedlichster politischer Richtungen in Neuseeland geschätzt.

## Akademischer Forscher und Lehrer
Cadogans Forschungsinteressen liegen im Bereich der Gegenwarts-Philosophie von Paul Ricœur, John Rawls, Charles Taylor und Hans-Georg Gadamer.
Cadogans Expertise im Bereich der historischen politischen Philosophie und Historiographie erstreckt sich von der Antike (Plato, Thukydides) über die Renaissance (Machiavelli) bis in die Zeit des Viktorianischen Kolonialismus. Sein besonderes Augenmerk gilt dem strategischen Denken und Planen in der politischen Philosophie und Praxis, wobei Cadigan mit Fernand Braudel stets die longue durée in seine Analysen einbezieht.
Cadogan hat u. a. eine Monographie zur politischen Karriere von Sir George Grey (1812–1898), des einstigen Gouverneurs Südaustraliens, zweimaligen Gouverneurs und Premierministers von Neuseeland sowie Gouverneurs der Kapkolonie, vorgelegt. In der Monografie gilt das besondere Interesse des Autors dem Zusammenhang zwischen der akademischen Bildung, aber auch der Charakterbildung Greys und dessen politischem Handeln. Zudem beschäftigt sich Cadogan mit den zivilisatorischen Leistungen sowie den kulturellen und politischen Unterdrückungs- und Zerstörungsmechanismen des späten britischen Kolonialismus. Hierzu zählt auch die Kolonisierung Irlands, dessen Literatur und Geschichte Cadogan auch aufgrund familiärer Bindungen ein besonderes Interesse entgegenbringt.
Obwohl er sozial- und wirtschaftsgeschichtliche Zusammenhänge durchaus einbezieht, sind Cadogans historische Analysen zumeist vor allem von Ideen- und Diskursgeschichte geprägt; oftmals haben sie auch einen starken personalgeschichtlichen Aspekt, der sich u. a. seiner Thukydides-Rezeption verdankt.

## Dichter
Cadogan ist sowohl in der europäischen als auch der pazifischen Gegenwartsliteratur eine Ausnahmeerscheinung. Ein erheblicher Teil seiner Lyrik ist in der Form des Sonetts (Adaptation des Spenserian Sonnet) geschrieben, ein weiterer Teil orientiert sich an der Ghasel-Strophe der altpersischen und Sufi-Dichtung. Auch die Gedichtform der Villanelle findet in seinem Werk häufig Anwendung, so in Cadogans lyrischen Dialogen mit Hölderlin. Die Rezeption der historischen Dichtungsformen ist bei Cadogan jedoch inhaltlich wie formal nie rein rückwärtsgewandt, sondern stets mit postmodernen Themen und dichterischen Mitteln wie Diskursanalyse und Ironie verbunden, was nicht selten zu erstaunlichen Kombinationen führt.
Cadogans dichterischer Wortschatz ist reich und innovativ. Er rehabilitiert Atavismen, bildet Neologismen und bezieht Schlüsselbegriffe und Zitate aus anderen Sprachen (Te Reo Māori, Deutsch, Französisch, Latein, Griechisch) in seine Gedichte ein. Dies betrifft auch Gedichtüberschriften, z. B. seine Dialog-Gedichte zu Texten von Friedrich Hölderlin (‘Am Quell der Donau’, ‘Brot und Wein’, die auf Deutsch und direkt von Hölderlin übernommen werden). Einige von Cadogans Texten liegen in deutschsprachigen Übersetzungen vor. So Cadogans ungewöhnliche Hölderlin-Rezeption, die 2022 in einer Gedichtsammlung unter dem Titel 'The Loss of Madness' im neuseeländischen Tuwhiri-Verlag erschien.
Hervorzuheben ist auch das virtuose Spiel mit antiken Mythen, Helden- und Götterfiguren, die Cadogan zur Erklärung und Kritik gegenwärtiger politischer und historischer Ereignisse heranzieht. Dies kommt besonders in einem Langgedicht, seinem Versepos ‘Crete 1941 - An Epic Poem’ (‘Kreta 1941 - ein Versepos’), über die Schlacht von Kreta im Zweiten Weltkrieg ('Unternehmen Merkur') zum Ausdruck. In dem aus 245 Sonetten bestehenden Gedicht geht es jedoch nur vordergründig um militärhistorische Ereignisse. Das Epos ist eine diskursive Archäologie europäischer, kolonialer und postkolonialer Konzepte von Nationen- und Staatsbildung und der Rolle, die von männlichen Ambitionen getriebene Politik und Kultur dabei spielen. Postkoloniales Denken, Widerstand gegen Formen des Imperialismus und die Rolle kleiner Nationalstaaten wie Neuseeland beim Erhalt internationaler Rechts- und Friedensordnungen werden u. a. im Zusammenhang mit dem Einsatz des Māori-Battalion 28 thematisiert.
Der Autor und Verleger Ramsey Margolis meint dazu:
„Ein Ton der Skepsis, des Mitgefühls und des rigorosen Urteils erfüllt das Gedicht bis zur letzten Zeile. […] Es ist ein Beitrag zur epischen Tradition der Wahrheitssprechung dem mächtigen Staat gegenüber, die von den epikureischen skeptischen Dichtern Lucretius, Vergil und Horaz begonnen wurde.“
2022 erschienen unter dem Titel 'The Loss of Madness. A tribute to Hölderlin' eine Reihe von Vilanelle Gedichten Cadogans, die von Hölderlins Lyrik, vor allem seinen Hymnen, inspiriert wurden. Sie feiern u. a. Hölderlins Rezeption der griechischen Antike und sein darauf beruhendes Verständnis eines modernen Republikanismus musischer, allseits gebildeter Menschen.
Als ausgezeichneter Kenner europäischer Literaturtraditionen – bedingt durch verwandtschaftliche Beziehungen vor allem auch deutschsprachiger Traditionen – ist Cadogan ein kultureller Brückenbauer und Lehrer, der seine Leser und Studierende – aber auch Hochschulpolitiker – dazu auffordert, mono-linguistische und mono-kulturelle Perspektiven zu überwinden. Mit gutem Beispiel vorangehend ist Cadogan daher ein Anwalt des Sprachenlernens, des mehrsprachigen Schreibens und der interkulturellen Kommunikation auf höchstem Niveau. Hierzu tragen auch seine kulturphilosophischen Blogs unter dem Title 'poetry & polis' bei, die vom Wellingtoner Tuwhiri-Verlag veröffentlicht werden.
Aufgrund seines Aufwachsens in einem römisch-katholischen Umfeld finden sich in seinem akademischen und poetischen Werk zahlreiche Texte religiösen Inhalts im Zusammenhang mit der judeo-christlichen, speziell auch der katholischen Tradition; hierzu zählen seine ungewöhnlichen modernen Marien-Gedichte.
2023 erschien in der Wellingtoner Giant Trough Press die Gedichtsammlung 'Sixty Something Volumes 1 & 2', eine Kollektion von persönlichen und zeitgeschichtlichen Gedichten, u. a. über das Altern und das Erlangen von Weisheit in einer Zeit internationaler Krisen.

## Privates
W. G. Sebald nicht unähnlich wird Cadogan in allen Wettern als Wanderer in der englischen Provinz gesichtet; auch ist er ein teilnehmender Beobachter der lokalen Kulturen Mittelenglands und Mittelneuseelands.
Cadogan ist verheiratet und lebt mit seiner Familie in der Nähe von Oxford.